# Niszczyciele rakietowe typu Murasame
Niszczyciele rakietowe typu Murasame – japońskie niszczyciele rakietowe, które zaczęły wchodzić do służby w Japońskich Morskich Siłach Samoobrony w 1996. Okręty klasyfikowane są także jako duże fregaty rakietowe. Zbudowano 9 jednostek tego typu.

## Historia
Równolegle z pracami nad niszczycielami rakietowymi typu Kongō Japońskie Morskie Siły Samoobrony zgłosiły zapotrzebowanie na mniejsze, charakteryzujące się podobnymi właściwościami bojowymi jednostki eskortowe. Okręty miały zastąpić w służbie niszczyciele rakietowe typu Hatsuyuki i Asagiri.
Środki na budowę pierwszej jednostki typu zostały autoryzowane w budżecie obronnym na rok 1991. Położenie stępki pod budowę pierwszego okrętu, którym był "Murasame" (DD-101) miało miejsce 18 sierpnia 1993 w tokijskiej stoczni Ishikawajima-Harima Heavy Industries. Wodowanie nastąpiło 24 sierpnia 1994, wejście do służby 12 marca 1996. Początkowo planowano budowę 14 okrętów tego typu. Po zbudowaniu dziewięciu okrętów w projekcie dokonano zmian, które zaowocowały powstaniem kolejnych pięciu jednostek określanych jako typ Takanami.

## Opis
Projekt jednostek opracowano w oparciu o rozwiązania sprawdzone przy budowie niszczycieli typu Asagiri. Okręty wyposażone są w napęd typu COGAG (Combined Gas And Gas) co oznacza, iż dla prędkości maksymalnej wykorzystywane są wszystkie zainstalowane turbiny, a dla ekonomicznej tylko połowa z nich.
Przy projektowaniu okrętów typu Murasame szczególną uwagę zwrócono na zapewnienie im właściwości stealth. Cel ten osiągnięto głównie dzięki odpowiedniemu pochyleniu burt i ścian nadbudówek. Aby osiągnąć maksymalne rozproszenie fal radarowych burty zostały wychylone na zewnątrz, ściany nadbudówek do wewnątrz. Powierzchnie zewnętrzne zostały pokryte substancją pochłaniającą fale emitowane przez radary. Aby maksymalnie wyciszyć urządzenia okrętów wszystkie mechanizmy zostały osadzone na elastycznych podkładach.
Na okrętach zastosowano płynną linię pokładu, który jest podniesiony na dziobie i obniżony na rufie. Kadłub z wysokowytrzymałej stali podzielono na 11 wodoszczelnych przedziałów.

## Zbudowane okręty
| Niszczyciele rakietowe typu Murasame |                 |                      |                      |                   |
| Nazwa                                | Numer taktyczny | Rozpoczęcie budowy   | Wodowanie            | Wejście do służby |
| Murasame                             | DD-101          | 18 sierpnia 1993     | 21 sierpnia 1994     | 12 marca 1996     |
| Harusame                             | DD-102          | 24 sierpnia 1994     | 16 października 1995 | 24 marca 1997     |
| Yudachi                              | DD-103          | 18 marca 1996        | 19 sierpnia 1997     | 4 marca 1999      |
| Kirisame                             | DD-104          | 3 kwietnia 1996      | 21 sierpnia 1997     | 18 marca 1999     |
| Inazuma                              | DD-105          | 8 maja 1997          | 9 września 1998      | 15 marca 2000     |
| Samidare                             | DD-106          | 11 września 1997     | 24 września 1998     | 21 marca 2000     |
| Ikazuchi                             | DD-107          | 25 lutego 1998       | 24 czerwca 1999      | 14 marca 2001     |
| Akebono                              | DD-108          | 29 października 1999 | 25 września 2000     | 19 marca 2002     |
| Ariake                               | DD-109          | 18 maja 1999         | 16 października 2000 | 6 marca 2002      |